# Discografia degli ZZ Top
La seguente è una discografia comprensiva del gruppo musicale statunitense ZZ Top.

## Album

### Album in studio
| Anno                                                                                               | Titolo                                                                            | Classifiche | Classifiche | Classifiche | Classifiche | Classifiche | Classifiche | Classifiche | Classifiche | Classifiche | Classifiche | Classifiche | Classifiche | Classifiche | Certificazioni |
| Anno                                                                                               | Titolo                                                                            | US          | AUS         | AUT         | CAN         | FIN         | FRA         | GER         | NLD         | NOR         | NZ          | SWE         | SWI         | UK          | Certificazioni |
| -------------------------------------------------------------------------------------------------- | --------------------------------------------------------------------------------- | ----------- | ----------- | ----------- | ----------- | ----------- | ----------- | ----------- | ----------- | ----------- | ----------- | ----------- | ----------- | ----------- | --- |
| 1971                                                                                               | ZZ Top's First Album - Pubblicazione: 16 gennaio 1971 - Etichetta: London Records | 201         | —           | —           | —           | —           | —           | —           | —           | —           | —           | —           | —           | —           | |
| 1972                                                                                               | Rio Grande Mud - Pubblicazione: 4 aprile 1972 - Etichetta: London Records         | 104         | 90          | —           | —           | —           | —           | —           | —           | —           | —           | —           | —           | —           | |
| 1973                                                                                               | Tres Hombres - Pubblicazione: 26 luglio 1973 - Etichetta: London Records          | 8           | 36          | —           | 31          | —           | —           | —           | —           | —           | —           | —           | —           | —           | - CAN: Oro - US: Oro |
| 1975                                                                                               | Fandango! - Pubblicazione: 18 aprile 1975 - Etichetta: London Records             | 10          | 61          | —           | 1           | —           | —           | —           | —           | —           | —           | —           | —           | 60          | - CAN: Platino - US: Oro |
| 1976                                                                                               | Tejas - Pubblicazione: 29 novembre 1976 - Etichetta: London Records               | 17          | 72          | —           | —           | —           | —           | —           | —           | —           | —           | 21          | —           | —           | - US: Oro |
| 1979                                                                                               | Degüello - Pubblicazione: 8 novembre 1979 - Etichetta: Warner Bros. Records       | 24          | 100         | 19          | —           | —           | —           | —           | —           | —           | —           | —           | —           | —           | - GER: Oro - US: Platino |
| 1981                                                                                               | El Loco - Pubblicazione: 20 luglio 1981 - Etichetta: Warner Bros. Records         | 17          | —           | —           | 24          | —           | —           | 52          | —           | —           | —           | 26          | —           | 88          | - US: Oro |
| 1983                                                                                               | Eliminator - Pubblicazione: 23 marzo 1983 - Etichetta: Warner Bros. Records       | 9           | 2           | —           | 2           | 1           | 16          | 25          | 4           | 13          | 4           | 13          | 11          | 3           | - AUS: 4× Platino - AUT: Oro - CAN: Diamante - FIN: Platino - FRA: 2× Platino - GER: 3× Oro - UK: 4× Platino - US: Diamante |
| 1985                                                                                               | Afterburner - Pubblicazione: 28 ottobre 1985 - Etichetta: Warner Bros. Records    | 4           | 6           | 18          | 1           | 1           | —           | 3           | 23          | 8           | 1           | 3           | 2           | 2           | - FIN: Platino - FRA: Oro - GER: 3× Oro - UK: Platino - US: 5× Platino                                                      |
| 1990                                                                                               | Recycler - Pubblicazione: 16 ottobre 1990 - Etichetta: Warner Bros. Records       | 6           | 27          | 15          | 10          | 1           | 9           | 4           | 65          | 2           | 23          | 2           | 1           | 8           | - CAN: Platino - FIN: Platino - FRA: 2× Oro - GER: Platino - SWE: Platino - SWI: Platino - UK: Argento - US: Platino        |
| 1994                                                                                               | Antenna - Pubblicazione: 18 gennaio 1994 - Etichetta: RCA Records                 | 14          | 40          | 2           | 12          | 1           | 7           | 3           | 10          | 4           | 13          | 1           | 3           | 3           | - AUT: Oro - CAN: Oro - FIN: Oro - FRA: Oro - GER: Oro - NOR: Oro - SWE: Platino - SWI: Oro - US: Platino                   |
| 1996                                                                                               | Rhythmeen - Pubblicazione: 17 settembre 1996 - Etichetta: RCA Records             | 29          | —           | 31          | —           | 3           | 14          | 9           | 57          | 15          | —           | 6           | 8           | 32          | |
| 1999                                                                                               | XXX - Pubblicazione: 28 settembre 1999 - Etichetta: RCA Records                   | 100         | —           | —           | —           | 24          | 50          | 11          | —           | —           | —           | 26          | 23          | —           | |
| 2003                                                                                               | Mescalero - Pubblicazione: 8 settembre 2003 - Etichetta: RCA Records              | 57          | —           | 33          | —           | 18          | 46          | 9           | —           | 21          | —           | 22          | 22          | —           | |
| 2012                                                                                               | La Futura - Pubblicazione: 10 settembre 2012 - Etichetta: American Recordings     | 6           | —           | 7           | 7           | 4           | 13          | 5           | 46          | 7           | —           | 11          | 4           | 29          | - GER: Oro |
| "—" indica una pubblicazione che non si è classificata o che non è stata pubblicata in quel Paese. |                                                                                   |             |             |             |             |             |             |             |             |             |             |             |             |             | |

### Raccolte
| Anno                                                                                               | Titolo                                                                                    | Classifiche | Classifiche | Classifiche | Classifiche | Classifiche | Classifiche | Classifiche | Classifiche | Classifiche | Classifiche | Classifiche | Classifiche | Classifiche | Classifiche | Certificazioni |
| Anno                                                                                               | Titolo                                                                                    | US          | AUS         | AUT         | CAN         | FIN         | FRA         | GER         | ITA         | NLD         | NOR         | NZ          | SWE         | SWI         | UK          | Certificazioni |
| -------------------------------------------------------------------------------------------------- | ----------------------------------------------------------------------------------------- | ----------- | ----------- | ----------- | ----------- | ----------- | ----------- | ----------- | ----------- | ----------- | ----------- | ----------- | ----------- | ----------- | ----------- | --- |
| 1977                                                                                               | The Best of ZZ Top - Pubblicazione: 26 novembre 1977 - Etichetta: London Records          | 94          | 44          | —           | 83          | —           | —           | —           | —           | —           | —           | —           | —           | —           | —           | - US: 2× Platino |
| 1987                                                                                               | Six Pack - Pubblicazione: 1987 - Etichetta: Warner Bros. Records                          | —           | 99          | —           | —           | —           | —           | —           | —           | —           | —           | —           | —           | —           | —           | |
| 1992                                                                                               | Greatest Hits - Pubblicazione: 14 aprile 1992 - Etichetta: Warner Bros. Records           | 9           | 2           | 2           | 6           | 1           | 7           | 4           | 2           | 7           | 7           | 2           | 2           | 1           | 5           | - AUS: 4× Platino - AUT: Platino - BEL: Platino - CAN: Platino - FIN: Platino - FRA: Diamante - GER: 3× Oro - SWI: Platino - UK: Platino - US: 3× Platino |
| 1994                                                                                               | One Foot in the Blues - Pubblicazione: 22 novembre 1994 - Etichetta: Warner Bros. Records | —           | —           | —           | —           | —           | —           | 47          | —           | —           | —           | —           | 25          | 23          | —           | |
| 2003                                                                                               | Chrome, Smoke & BBQ - Pubblicazione: 14 ottobre 2003 - Etichetta: Warner Bros. Records    | —           | —           | —           | —           | —           | —           | —           | —           | —           | —           | —           | —           | —           | —           | |
| 2004                                                                                               | Rancho Texicano - Pubblicazione: 8 giugno 2004 - Etichetta: Rhino Entertainment           | 30          | —           | —           | —           | 18          | 36          | —           | —           | —           | —           | —           | —           | —           | —           | - UK: Argento |
| 2014                                                                                               | The Very Baddest of - Pubblicazione: 22 luglio 2014 - Etichetta: Warner Bros. Records     | 95          | —           | —           | —           | —           | —           | —           | —           | 82          | —           | —           | —           | —           | —           | - UK: Argento |
| "—" indica una pubblicazione che non si è classificata o che non è stata pubblicata in quel Paese. |                                                                                           |             |             |             |             |             |             |             |             |             |             |             |             |             |             | |

### Album dal vivo
| Anno | Titolo | Classifiche | Classifiche | Classifiche | Classifiche | Classifiche | Classifiche |
| Anno | Titolo | US          | AUT         | FRA         | GER         | SWI         | UK          |
| ---- | --- | ----------- | ----------- | ----------- | ----------- | ----------- | ----------- |
| 2008 | Live from Texas - Pubblicazione: 28 ottobre 2008 - Etichetta: Eagle Vision                                                   | —           | —           | 145         | —           | —           | —           |
| 2009 | Double Down Live: 1980 & 2008 - Pubblicazione: 20 ottobre 2009 - Etichetta: Eagle Vision                                     | —           | —           | —           | —           | —           | —           |
| 2014 | Live at Montreux 2013 - Pubblicazione: 22 luglio 2014 - Etichetta: Eagle Vision                                              | —           | —           | —           | —           | —           | —           |
| 2016 | Tonite at Midnight: Live Greatest Hits from Around the World - Pubblicazione: 9 settembre 2016 - Etichetta: Suretone Records | 111         | 50          | 89          | 35          | 30          | 50          |

## Extended play
| Anno | Titolo                                                                   | Classifiche | Classifiche | Classifiche | Classifiche |
| Anno | Titolo                                                                   | US          | IRL         | NOR         | NZ          |
| ---- | ------------------------------------------------------------------------ | ----------- | ----------- | ----------- | ----------- |
| 1985 | Summer Holiday - Pubblicazione: 1985 - Etichetta: Warner Bros. Records   | —           | 23          | —           | 24          |
| 1987 | Club Mix - Pubblicazione: 1987 - Etichetta: Warner Bros. Records         | —           | —           | —           | 6           |
| 2012 | Texicali - Pubblicazione: 5 giugno 2012 - Etichetta: American Recordings | 106         | —           | 35          | —           |

## Singoli
| Anno                                                                                               | Singolo                                | Classifiche | Classifiche | Classifiche | Classifiche | Classifiche | Classifiche | Classifiche | Classifiche | Classifiche | Classifiche | Classifiche | Classifiche | Classifiche | Classifiche | Album di provenienza |
| Anno                                                                                               | Singolo                                | US          | US Rock     | AUS         | AUT         | BEL         | CAN         | FIN         | GER         | IRL         | NLD         | NZ          | SWE         | SWI         | UK          | Album di provenienza |
| -------------------------------------------------------------------------------------------------- | -------------------------------------- | ----------- | ----------- | ----------- | ----------- | ----------- | ----------- | ----------- | ----------- | ----------- | ----------- | ----------- | ----------- | ----------- | ----------- | -------------------- |
| 1971                                                                                               | (Somebody Else Been) Shakin' Your Tree | —           | —           | —           | —           | —           | —           | —           | —           | —           | —           | —           | —           | —           | —           | ZZ Top's First Album |
| 1972                                                                                               | Francine                               | 69          | —           | —           | —           | —           | —           | —           | —           | —           | —           | —           | —           | —           | —           | Rio Grande Mud       |
| 1973                                                                                               | La Grange                              | 41          | —           | 18          | —           | —           | 34          | —           | —           | —           | —           | —           | —           | —           | —           | Tres Hombres         |
| 1975                                                                                               | Tush                                   | 20          | —           | 87          | —           | —           | 16          | —           | —           | —           | —           | —           | —           | —           | —           | Fandango!            |
| 1976                                                                                               | It's Only Love                         | 44          | —           | —           | —           | —           | 55          | —           | —           | —           | —           | —           | —           | —           | —           | Tejas                |
| 1977                                                                                               | Arrested for Driving While Blind       | 91          | —           | —           | —           | —           | 86          | —           | —           | —           | —           | —           | —           | —           | —           | Tejas                |
| 1977                                                                                               | Enjoy and Get It On                    | 105         | —           | —           | —           | —           | 87          | —           | —           | —           | —           | —           | —           | —           | —           | Tejas                |
| 1980                                                                                               | I Thank You                            | 34          | —           | —           | —           | —           | 52          | —           | —           | —           | —           | —           | —           | —           | —           | Degüello             |
| 1980                                                                                               | Cheap Sunglasses                       | 89          | —           | —           | —           | —           | —           | —           | —           | —           | —           | —           | —           | —           | —           | Degüello             |
| 1981                                                                                               | Leila                                  | 77          | —           | —           | —           | —           | —           | —           | —           | —           | —           | —           | —           | —           | —           | El Loco              |
| 1981                                                                                               | Tube Snake Boogie                      | 103         | 4           | —           | —           | —           | —           | —           | —           | —           | —           | —           | —           | —           | —           | El Loco              |
| 1981                                                                                               | Pearl Necklace                         | —           | 28          | —           | —           | —           | —           | —           | —           | —           | —           | —           | —           | —           | —           | El Loco              |
| 1983                                                                                               | Gimme All Your Lovin'                  | 37          | 2           | 82          | —           | 11          | 19          | —           | —           | 9           | 3           | —           | —           | —           | 10          | Eliminator           |
| 1983                                                                                               | Got Me Under Pressure                  | —           | 18          | —           | —           | —           | —           | —           | —           | —           | —           | —           | —           | —           | —           | Eliminator           |
| 1983                                                                                               | Sharp Dressed Man                      | 56          | 8           | 66          | —           | 13          | —           | —           | —           | 8           | 8           | —           | —           | —           | 22          | Eliminator           |
| 1983                                                                                               | TV Dinners                             | —           | 38          | —           | —           | —           | —           | —           | —           | —           | —           | —           | —           | —           | 67          | Eliminator           |
| 1984                                                                                               | Legs                                   | 8           | 3           | 6           | —           | 27          | 9           | —           | —           | 9           | 19          | 7           | —           | —           | 16          | Eliminator           |
| 1985                                                                                               | Sleeping Bag                           | 8           | 1           | 36          | —           | 32          | 18          | 8           | 40          | 14          | —           | 13          | 13          | —           | 27          | Afterburner          |
| 1985                                                                                               | Can't Stop Rockin'                     | —           | 8           | —           | —           | —           | —           | —           | —           | —           | —           | —           | —           | —           | —           | Afterburner          |
| 1985                                                                                               | Stages                                 | 21          | 1           | 63          | —           | —           | 46          | 14          | —           | 23          | —           | 40          | —           | —           | 43          | Afterburner          |
| 1986                                                                                               | Rough Boy                              | 22          | 5           | 84          | —           | —           | 58          | 8           | —           | 23          | 81          | —           | —           | 38          | 23          | Afterburner          |
| 1986                                                                                               | Delirious                              | —           | 16          | —           | —           | —           | —           | —           | —           | —           | —           | —           | —           | —           | —           | Afterburner          |
| 1986                                                                                               | Woke Up with Wood                      | —           | 18          | —           | —           | —           | —           | —           | —           | —           | —           | —           | —           | —           | —           | Afterburner          |
| 1986                                                                                               | Velcro Fly                             | 35          | 15          | —           | —           | —           | —           | —           | 68          | —           | —           | 10          | —           | —           | 54          | Afterburner          |
| 1990                                                                                               | Doubleback                             | 50          | 1           | 41          | —           | —           | 25          | 1           | 33          | —           | —           | 28          | 9           | 13          | 29          | Recycler             |
| 1990                                                                                               | Concrete and Steel                     | —           | 1           | —           | —           | —           | 35          | —           | —           | —           | —           | —           | —           | —           | —           | Recycler             |
| 1990                                                                                               | My Head's in Mississippi               | —           | 1           | —           | —           | —           | 85          | 15          | —           | —           | —           | —           | —           | —           | 37          | Recycler             |
| 1990                                                                                               | Burger Man                             | —           | 2           | —           | —           | —           | —           | 26          | —           | —           | —           | —           | —           | —           | —           | Recycler             |
| 1991                                                                                               | Give It Up                             | 79          | 2           | —           | —           | —           | 33          | 16          | 69          | —           | —           | —           | —           | —           | —           | Recycler             |
| 1991                                                                                               | Decision or Collision                  | —           | 14          | —           | —           | —           | 91          | —           | —           | —           | —           | —           | —           | —           | —           | Recycler             |
| 1992                                                                                               | Viva Las Vegas                         | —           | 16          | 28          | 21          | —           | 34          | 1           | 34          | 8           | 27          | 17          | 7           | 20          | 10          | Greatest Hits        |
| 1992                                                                                               | Gun Love                               | —           | 8           | —           | —           | —           | —           | —           | —           | —           | —           | —           | —           | —           | —           | Greatest Hits        |
| 1994                                                                                               | Pincushion                             | 124         | 1           | 91          | —           | —           | 32          | 3           | —           | —           | —           | 33          | 11          | 40          | 15          | Antenna              |
| 1994                                                                                               | Breakaway                              | —           | 7           | —           | —           | —           | 42          | 15          | —           | —           | —           | —           | —           | —           | 60          | Antenna              |
| 1994                                                                                               | Girl in a T-Shirt                      | —           | 27          | —           | —           | —           | —           | —           | —           | —           | —           | —           | —           | —           | —           | Antenna              |
| 1994                                                                                               | Fuzzbox Voodoo                         | —           | 30          | —           | —           | —           | —           | —           | —           | —           | —           | —           | —           | —           | —           | Antenna              |
| 1996                                                                                               | She's Just Killing Me                  | —           | 12          | —           | —           | —           | 34          | —           | —           | —           | —           | —           | —           | —           | —           | Rhythmeen            |
| 1996                                                                                               | What's Up with That                    | —           | 5           | —           | —           | —           | 15          | 8           | —           | —           | —           | —           | —           | —           | 58          | Rhythmeen            |
| 1996                                                                                               | Bang Bang                              | —           | 22          | —           | —           | —           | 43          | —           | —           | —           | —           | —           | —           | —           | —           | Rhythmeen            |
| 1997                                                                                               | Rhythmeen                              | —           | 35          | —           | —           | —           | —           | —           | —           | —           | —           | —           | —           | —           | —           | Rhythmeen            |
| 1999                                                                                               | Fearless Boogie                        | —           | 13          | —           | —           | —           | —           | —           | —           | —           | —           | —           | —           | —           | —           | XXX                  |
| 2000                                                                                               | 36-22-36                               | —           | 31          | —           | —           | —           | —           | —           | —           | —           | —           | —           | —           | —           | —           | XXX                  |
| 2003                                                                                               | Piece                                  | —           | —           | —           | —           | —           | —           | —           | —           | —           | —           | —           | —           | —           | —           | Mescalero            |
| 2012                                                                                               | I Gotsta Get Paid                      | —           | —           | —           | —           | —           | —           | —           | —           | —           | —           | —           | —           | —           | —           | La Futura            |
| "—" indica una pubblicazione che non si è classificata o che non è stata pubblicata in quel Paese. |                                        |             |             |             |             |             |             |             |             |             |             |             |             |             |             |                      |

## Videografia

### Album video
| Anno | Titolo                                                                                       | Classifiche | Classifiche | Classifiche | Classifiche | Classifiche | Classifiche | Classifiche | Classifiche | Classifiche | Classifiche | Classifiche | Certificazioni                                                          |
| Anno | Titolo                                                                                       | US          | AUS         | AUT         | BEL         | FIN         | GER         | ITA         | NLD         | NOR         | SWE         | SWI         | Certificazioni                                                          |
| ---- | -------------------------------------------------------------------------------------------- | ----------- | ----------- | ----------- | ----------- | ----------- | ----------- | ----------- | ----------- | ----------- | ----------- | ----------- | ----------------------------------------------------------------------- |
| 1992 | Greatest Hits - The Video Collection - Pubblicazione: 1992 - Etichetta: Warner Bros. Records | —           | —           | —           | —           | —           | —           | —           | —           | —           | —           | —           | - AUS: Platino - UK: Oro - US: Platino                                  |
| 2008 | Live from Texas - Pubblicazione: 24 giugno 2008 - Etichetta: Eagle Vision                    | 1           | 3           | 1           | 4           | 1           | 21          | 10          | 4           | 2           | 1           | 2           | - AUS: Oro - CAN: 5× Platino - FIN: Oro - GER: Platino - US: 2× Platino |
| 2009 | Double Down Live: 1980 & 2008 - Pubblicazione: 20 ottobre 2009 - Etichetta: Eagle Vision     | —           | —           | —           | —           | —           | 60          | 13          | 14          | —           | —           | 8           |                                                                         |
| 2014 | Live at Montreux 2013 - Pubblicazione: 22 luglio 2014 - Etichetta: Eagle Rock Productions    | —           | —           | —           | —           | —           | 35          | —           | 7           | —           | —           | 3           |                                                                         |

### Video musicali
| Anno | Titolo                   | Regista          |
| ---- | ------------------------ | ---------------- |
| 1983 | Gimme All Your Lovin'    | Tim Newman       |
| 1983 | Sharp Dressed Man        | Tim Newman       |
| 1984 | TV Dinners               | Marius Penczner  |
| 1984 | Legs                     | Tim Newman       |
| 1985 | Sleeping Bag             | Steve Barron     |
| 1986 | Stages                   | Jerry Kramer     |
| 1986 | Rough Boy                | Steve Barron     |
| 1986 | Velcro Fly               | Danny Kleinman   |
| 1990 | Doubleback               |                  |
| 1991 | Give It Up               | Steve Barron     |
| 1991 | My Head's in Mississippi | Tim Newman       |
| 1991 | Burger Man               | Adam Bernstein   |
| 1992 | Viva Las Vegas           | Tim Newman       |
| 1994 | Antennae                 | Doug Aitken      |
| 1994 | Pincushion               | Julien Temple    |
| 1994 | Breakaway                | Marty Callner    |
| 1994 | World of Swirl           |                  |
| 1996 | She's Just Killing Me    | Robert Rodriguez |